# شهرستان بلدوین
شهرستان بلدوین یک منطقهٔ مسکونی در سومالی است که در هیران (سومالی) واقع شده‌است.